# Kota (Distrikt)
Der Distrikt Kota (Hindi कोटा जिला) ist ein Distrikt im westindischen Bundesstaat Rajasthan.
Die Fläche beträgt 5.446 km². Verwaltungssitz ist die gleichnamige Stadt Kota.

## Bevölkerung
Die Einwohnerzahl liegt bei 1.950.491 (2011), mit 1.023.153 Männern und 927.338 Frauen.